# Јован Павловић (министар)
Јован Павловић (Сремски Карловци, 10. фебруар 1843 — Цетиње, 6. април 1892) био је српски новинар и публициста, као и истакнути поборник напредног и независног новинарства. Шездесетих и седамдесетих година 19. века био је активни члан либералног покрета војвођанских Срба, а касније је имао пионирску улогу у стварању културног покрета у Црној Гори.
Био је уредник и издавач панчевачког листа Панчевац , затим је у Земуну издавао Граничар и Нови граничар а у Београду листове Нова Србија и Serbische corespodenze. Његова личност и стваралачка делатност дошле су до пуног изражаја у покрету Уједињена омладина српска и у Српској народној слободоумној страници Светозара Милетића. Своје знање и огромну енергију Јован Павловић је улагао у развој журналистике и борбу против цензуре и режимске штампе. Био је приврженик идеја Вука Караџића, а одушевљавао се народном поезијом и песништвом Бранка Радичевића и Јована Јовановића Змаја.
Године 1878. Павловић одлази у Црну Гору, где уређује Глас Црногорца. Године 1883. постаје директор Цетињске гимназије, а 1886. је именован за министра просвјете и црквених дјела и ту функцију је обављао све до смрти 1892. године.

## Биографија
Његов отац, Томо Павловић, је по занимању био табак (кожар), отуда су Јована уобичајено називали Јово Табаков. Тако су га звали у детињству у средини у којој је живео, тако га у својим сећањима спомиње и књижевник др Лаза Костић, са којим је Јован био близак. Његово детињство и школовање у Сремским Карловцима се поклапа са временом аустријске управе над тим областима. То је време најжешћег Баховог апсолутизма и спровођења германизације у Војводини.
Када је Јован напунио осам година уписао се у основну школу и брзо је показао своју даровитост и амбиције. Пошто се настава у школи одвијала на српском и немачком језику успео је да овлада немачким језиком, који ће касније у средњој школи и на студијама усавршити.
Школске 1855/56. године отпочео је средњошколско образовање у Карловачкој гимназији, да би се 1861. исписао и наставио школовање у Пешти. Пошто се исте године пријавио на конкурс за попуну упражњених места питомаца Текелијине задужбине, Матица српска га је изабрала и захваљујући томе је провео годину дана у Текелијануму. Још у средњошколским данима је почео да се бави књижевношћу и објављивањем прозних састава, а 1861. године је написао и публиковао брошуру о свом умрлом пријатељу Кости Мишићу, која је изашла у часопису Даница и имала леп пријем, пре свега код средњошколаца и студената.

#### Студентски дани
Павловић је 1863. године уписао Правни факултет Велике школе у Београду. Између бројних наставних области, које је изучавао на факултету, највише се заинтересовао за народну (политичку) економију, коју је предавао Владимир Јовановић. Тада је зачето дугогодишње пријатељство између њих двојице, које је из односа професор-студент брзо прерасло у духовну сарадњу, идеолошку и журналистичку. Под утицајем свога професора Павловић ће касније судирати економске науке, бавиће се публицистиком и бити веома активан у раду Уједињене омлаине српске. Владимир Јовановић ће убрзо бити удаљен са факултета и отићи ће у Швајцарску, а 1864. године и Јован Павловић одлази у Женеву где је студирао економију и учествовао у објављивању Јовановићевог листа Слобода, који је издаван на српском и француском језику (La liberté ). На српском језику је часопис излазио под именом Српска слобода од 1865. године. Како је, међутим, Јовановићев недељник крајем фебруара 1866. морао престати с излажењем, Павловић се преселио у Минхен, где је на тамошњем универзитету три године студирао економске и социјалне науке. Павловић се у Минхену суочио са финансијском кризом и успео је да настави школовање захваљујући Ђорђу Поповићу Даничару, уреднику и издавачу часописа Даница, који му је платио путне трошкове до Минхена, а уз њега помогао му је и барон Јован Николић од Рудне.
Године проведене у иностранству биле су веома значајне за Павловићево образовање, поглед на свет и идеолошко-политичко сазревање. То су и плодне године у његовом стваралаштву. Активно је учествовао у свим важнијим акцијама српског омладинског покрета, учесник је на првој скупштини Уједињене омладине српске, која је одржана у Новом Саду 1866. године, где је говорио о економском и социјалном животу српског народа. Почетком децембра 1866. године српска студентска омладина на Универзитету у Минхену основала је друштво Завера, главни оснивач и душа покрета био је управо Јован Павловић. У друштву је Павловић држао предавања, био иницијатор свих његових акција и манифестација. Завера је било најрадикалније омладинско друштво и стајало је на крајној левици Уједињене омладине српске. У оквиру политичког програма који је заступала Завера је полазећи од принципа поштовања слободе и интегритета сваког народа, истицала је потребу да сваки народ сам собом управља, без ичијег туторства, сматрајући државни облик као нешто прелазно, а народ као вечито друштво. Из тих разлога Завера је желела да се српски народ у Угарској ослободи угарске власти и посветила свој рад остваривању идеје о јединству и слободи народа српског и оснивању српске народне културе.

### Делатност у Панчеву 1868-1873
Завршивши студије у Минхену на позив Љубомира Ненадовића долази у Панчево и прихвата да предаје у новоотвореној Трговачкој школи. Осим професуре понуђене су му и функције секретара Трговачке коморе и секретара Српске православне цркве. У Панчеву је његов рад у Уједињеној омладини српској постао још интензивнији. На омладинској скупштини одржаној 22-25. августа 1868. године у Великом Бечкереку (данас Зрењанин) узео је веома активног учешћа, залажући се, заједно са др Лазом Костићем, да се у програм рада Омладине унесе испитивање материјалног и здравственог стања српског народа. Тада је изнео предлог да се од стручних људи из састава омладинске заједнице изабере одсек економско-статистички, коме би посао био да испита тадашње стање народа и да прикупља статистичке податке о покретању људства и имовине у српском народу. Скупштина га је заједно са Каменком Јовановићем и Петром Болгарићем изабрала у Одбор за народно-привредни одсек.
Убрзо по доласку у Панчево дата је иницијатива за покретање листа који би служио трговачко-занатским потребама, по угледу на гласила у Земуну и Вршцу, која су излазила у то време. Група напредних грађана, међу којима су били др Светислав Касапиновић, др Константин Пеичић, др Љубомир Ненадовић, прота Василије Живковић, Каменко и Павле Јовановић, на челу са Павловићем почели су 1868. да се договарају о покретању листа. У ту сврху вођени су преговори са Игњатом Сопраном власником штампарије у Земуну, како би пренео штампарију у Панчево док би у Земуну остала филијала. Ова идеја није остварена, те је тако Павловић у децембру исте године поднео молбу централној команди у Темишвару, ради добијања дозволе за покретање листа. Овај лист је требало да се штампа у месној штампарији Antona Siebenhaara и био би на српском језику. Павловић је овога пута добио пристанак и први број изаћи ће 13. априла 1869. под именом Панчевац. Павловић ће бити уредник Панчевца све до 1873. године. Омладина ће и званично прогласити лист органом Одбора за народно-привредни одсек. Идеју о испитивању материјалног и здравственог положаја српског народа Павловић је елаборирао је и публиковао у Пенчевцу под називом Економска статистика друштва. Од 1870. Панчевац је штампан у тадашњим панчевачким штампаријама, чији су власници били Немци. Како је лист сам по себи био опозиционаран ометања његовог рада била су честа и то је нагнало Павловића и Каменка Јовановића да за потребе листа набаве властиту штампарију. Јула 1870. године поднели су молбу магистрату да им одобри рад штампарије и у броју од 15. новембра исте године, на првој страни писало је Од војне управе у Вараждину стигла је концесија за оснивање штампарије. Ово ће бити трећа штампарија у Панчеву, а једина у српским рукама.. Од 1874. штампарија ће прећи у власништво браће Јовановић. Мађарска влада је средином 1873. године предузела низ мера за ликвидацију Панчевца, те године је и три пута био заплењен, а затим и забрањен на три месеца због садржаја који су по, оцени државног тужиоца, били усмерени против јавног реда и мира.

Захваљујући Јовану Павловићу Панчево се развило у право социјалистичко средиште у Банату и једно од првих у читавој Војводини. У њему ће тада почети да се ради на припремању и публиковању марксистичке литературе, отворено и са симпатијама писаће се о Париској комуни. У току 1871. године Павловић је објавио у Панчевцу у наставцима превод на српски језик Манифест комунистичке партије, исте године публиковао га је и као посебно издање. То је био први превод Манифеста код Срба. Павловић је често јавно бранио Марксову Интернационалу због чега је долазио у сукоб са властима. За његову рад у Панчеву битно је рећи да је био један од покретача и уредника календара Панчевац, који је излазио паралелно са истоименим листом. Био је секретар панчевачког српског певачког друштва, као и писац уџбеника. На понуду књижаре браће Јовановић написао је Малу српску граматику за народне школе. Иако је био јако цењен и омиљен у народу, његова политичка делатност косила се са тадашњим државним режимом, због чега ће Павловић често бити кажњаван и хапшен, због чега 1874. одлази из Панчева у Земун.
- Први број листа Панчевац, насловна страна. 13. април 1869. године
- Први број лиса Панчевац 1869.
- Други број листа Панчевац, 20. април 1869. године

### Делатност у Земуну и Београду
Павловић је дошао у Земун 1874. године где је покренуо лист Граничар, који је исте године кренуо да излази. Сличан манир као Панчевац имао је и овај лист, само што је Павловић овде са још мање устезања нападао званичну политику Србије, критиковао њену неспремност да поведе ослободилачки рат са Црном Гором против Османске власти, у коме би се одлучивала и судбина Босне и Херцеговине. Павловић у Граничару са још више сипматија говори о социјалистима, што неће остати непримећено. Слично као и у Панчеву, Павловићев лист ће и у Београду изазвати реакције власти, због чега ће бити неколико пута цензурисан, забрањен, против Павловића власти су подизале парнице, а биће и хапшен неколико пута. То није поколебало Павловића, тако да он после Земуна одлази у Београд 1877. и покреће лист Нова Србија. Ово је био политички лист, који је заступао интересе Србије у правцу спољашњег и унутрашњег ослобођења и уједињења народног. Доминантна тема овог листа, који је излазио свега месец и по дана, биће српско-турски рат, који се у том тренутку одвијао. У Београду је покренуо и лист Serbische corespodenze 2. децембра 1877. године и овај лист је био скоро идентичне програмске садржине као и Нова Србија. Поднаслов му је гласио Орган за политику, привреду и културне интересе. Лист је био на немачком и имао је задатак да публику која говори немачки упозна са приликама у Србији.

### Делатност у Црној Гори
У време када је Павловић дошао у Црну Гору (1878) управо су се успешно окончали ослободилачки ратови против османске влати и друштво је почело из корена да се мења и преображава. Осећала се потреба да се просветне и културне активности наставе са још јачим интензитетом и у таквим приликама обрео се Павловић на Цетињу, преузимајући главну реч у књижевном и јавном животу црногорске престонице. Он ће заједно са др Лазом Костићем, Симом Матавуљом, Валтазаром-Балдом Богишићем и П.А. Ровинским давати тон јавном животу на Цетињу и печат културној клими оновремене Црне Горе. У току боравка на Цетињу, Павловић је обављао најодговорније државне и друштвене функције, био је уредник Гласа Црногорца (1879—1885), директор Цетињске гимназије (1883—1885), министар просвете (1886—1892). Био је такође председник одбора за подизање Зетског дома, члан дворског песничког савета, уредник часописа Зета, уредник "Црногорке", управник Државне штампарије и главни школски надзорник.
Јован Павловић је уређивао Глас Црногорца у другачијим приликама него што је то био случај са листовима у Србији. На црногорском двору вршена је нека врста превентивне цензуре, на тај начин што је уредник био дужан да књазу Николи доноси на преглед коректуру листа. Књаз је у ствари наређивао о чему ће се писати у листовима, што се Павловићу није допадало. Носио се мишљу да покрене један независни лист, Барјактар, који би самостално уређивао, о томе је чак обавестио и јавност у листу Глас Црногорца. Међутим због финансијских и административних потешкоћа, овај план се није реализовао.
За директора Цетињске гимназије именован је 7. септембра 1883. године и пошто школа, осим наставног плана, није имала других нормативних аката неопходних за регулисање њене организације и активности, Павловић се заузео да се што пре напише статут и закон за Гимназију. Први закон за Гимназију ступио је на снагу 18. септембра 1883. године.
У септембру 1886. године Павловић је именован за министра просвјете и црквених дјела и ту функцију ће вршити до своје смрти 1892. године. У својству министра имао је великог утицаја и на доношење наставних планова и програма у цетињским средњим школама. Павловић ће такође бити и први рецензент уџбеника за црногорске школе. У време министровања покренуо је часопис Просвјета, као орган Министарства просвјете и црквених дјела, посвећен школи и цркви, који је уједно био и први црногорски педагошки часопис.
За име Јована Павловића везана је и појава прве књижаре у тадашњој Црној Гори, коју је отворио фебруара 1879. године у свом стану на Цетињу. Посебне заслуге припадају Павловићу за обнављање Цетињске читаонице у марту исте године.
За свој рад у Црној Гори и заслуге у њеној просвети и култури Павловић је добијао разна признања и одликовања. Поводом пунолетства престолонаследника Данила 1889. године, црногорски књаз га је одликовао Даниловим крстом II реда са звездом. Наредне године одликован је од Француске републике орденом Officier de l' instruction publique (службеник јавне наставе).
У јесен 1891. године Павловић се разболео од рака желуца и исте године отишао на лечење у Карлсбад (данас Карлове Вари), међутим болест је све више напредовала. Књаз Никола и кнегиња Милена су за све време његове болести били изузетно пажљиви према њему и често га посећивали. По књажевој заповести Павловић је сахрањен о државном трошку 7. априла 1892. године на Цетињу испред Влашке цркве.